# Вольфганг Глазер
Вольфганг Глазер (нім. Wolfgang Glaser; 24 лютого 1919, Гайдельберг — 4 лютого 1945, Північна протока) — німецький офіцер-підводник, оберлейтенант-цур-зее крігсмаріне. Кавалер Німецького хреста в золоті.

## Біографія
9 жовтня 1937 року вступив на флот. З грудня 1939 року — 2-й вахтовий офіцер на ескортному кораблі F-8. З травня 1940 року — вахтовий офіцер в 2-й флотилії мінних тральщиків. З липня 1940 року — командир корабля і групи 42-ї флотилії мінних тральщиків. З жовтня 1941 року — командир катера R-165 3-ї флотилії R-катерів. В березні-листопаді 1943 року пройшов курс підводника, з листопада 1943 по січень 1944 року — курс командира підводного човна. З 14 березня 1944 року — командир підводного човна U-1014. 18 січня 1945 року вийшов у свій перший і останній похід. 4 лютого U-101 був потоплений в Північній протоці східніше Малін-Хеда британськими фрегатами «Лох Скавейг», «Ньясаленд», «Папуа» і «Лох Шин». Всі 48 членів екіпажу загинули.

## Звання
- Кандидат в офіцери (9 жовтня 1937)
- Морський кадет (28 червня 1938)
- Фенріх-цур-зее (1 квітня 1939)
- Оберфенріх-цур-зее (1 березня 1940)
- Лейтенант-цур-зее (1 травня 1940)
- Оберлейтенант-цур-зее (1 квітня 1942)

## Нагороди
- Залізний хрест 2-го і 1-го класу
- Німецький хрест в золоті (20 березня 1943)